# Arthur Grünewald
Arthur Grünewald (geb. 14. Juni 1887 in Lippstadt; gest. 13. Dezember 1943 in Auschwitz) war ein deutscher Maler.

## Leben
Arthur Grünewald wurde am 14. Juni 1887 in Lippstadt (Westfalen) geboren. Er besuchte Kunstschulen in Plauen, St. Gallen und Paris. Er diente als Soldat im Ersten Weltkrieg 1914–1918. Seit März 1918 lebte er in München. Studium an der Münchner Akademie. Studienreise nach Paris 1923. Heirat am 14. Juni 1924 in München mit Berta Mathilde Käthe Feinland (1883–1927). Seit Dezember 1923 wohnte das Ehepaar Grünewald in der Kaulbachstraße 68/II (Rückgebäude). Am 26. Juni 1927 starb seine Ehefrau Berta Grünewald in Hamburg.
Im Frühjahr 1939 unternahm Grünewald einen vergeblichen Emigrationsversuch in das unter japanischer Herrschaft stehende Shanghai. Seit dem 14. Oktober 1940 wohnte er in der Leopoldstraße 108, seit dem 17. Juli 1942 in der Ainmillerstraße 29/III. Ob es sich bei den beiden letzten Adressen um sogenannte Judenhäuser handelte, ist unklar, da eine Gesamtaufstellung aller sogenannter Judenhäuser in München und eine wissenschaftliche Aufarbeitung bisher Desiderate sind. Am 13. März 1943 wurde er nach Auschwitz deportiert und dort ermordet.
Es besteht seit 2022 ein Antrag zur Einrichtung eines Erinnerungszeichens für Opfer des NS-Regimes in München für Arthur Grünewald am Haus Kaulbachstraße 68; außerdem hat die Initiative Stolpersteine für München ebenfalls für die Adresse in der Kaulbachstraße einen Stolperstein zum Gedenken an Arthur Grünewald vorgesehen.

## Werk

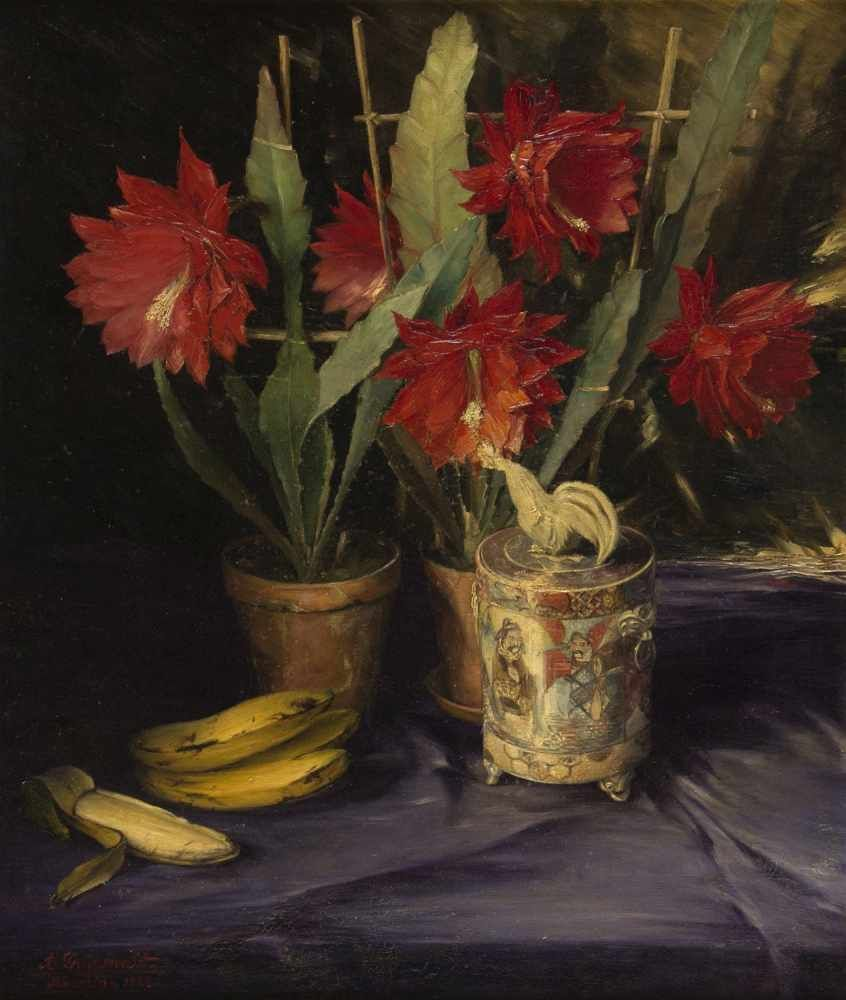
Stillleben 1926

Arthur Grünewald hatte eine für seine Generation typische umfassende akademische Ausbildung als Maler. So hatte der junge Mann vor dem Ersten Weltkrieg eine Ausbildung an der Kunstschule in Plauen absolviert sowie vermutlich an der Kunstschule St. Gallen. Nach der Rückkehr aus dem Ersten Weltkrieg folgte ein Studium an der Akademie der Künste in München. 1923 Studienreise nach Paris.
Entsprechend den Traditionen der Münchner Akademie beherrschte Grünewald die klassischen akademischen Techniken. Soweit erhalten und bekannt mischen sich in seinen Werken Elemente des Symbolismus, Impressionismus und der Neuen Sachlichkeit. Grünewalds Interesse an chinesischer Kultur ist belegt in seinem 1926 in zwei Versionen entstandenen neusachlichen Stillleben "Meine Kakteen", auf dem neben den Kakteen und Bananen auch eine chinesische Dose aus dem Besitz des Künstlers wiedergegeben ist. Das Werk Grünewalds scheint in großen Teilen verloren und ist in der Kunstgeschichte weitgehend unbeachtet geblieben. Es befinden sich Werke in der Städtischen Galerie Lippstadt, dem Geburtsort des Malers, sowie zwei Selbstporträts in der Daulton Collection in Kalifornien. Nur gelegentlich tauchen Werke im Kunsthandel auf. Grünewald kann als Künstler der sogenannten Verschollenen Generation zugerechnet werden.

## Werke
- „Selbstporträt“ 1918 (The Daulton Collection, Los Altos Hills, Kalifornien)
- „Hafenansicht Hamburg“, 1920 (Städtische Galerie Lippstadt)
- „Meine Kakteen“: Stillleben mit blühenden Kakteen, Bananen und chinesischer Dose, 1926 (Privatbesitz)
- „Möwen“ 1928 (Städtische Galerie Lippstadt)
- „Selbstporträt“ 1931 (The Daulton Collection, Los Altos Hills, Kalifornien)
- „Untergehende Sonne“, 1935 (Städtische Galerie Lippstadt)

## Ausstellungen
- „Als die Tropen unsere Wohnzimmer eroberten“, Botanischer Garten München 2019